# Бияенда, Эмиль
Эмиль Бияенда (фр. Émile Biayenda; 1927, Мпангала, Бельгийское Конго — 23 марта 1977, Браззавиль, Республика Конго) — конголезский кардинал. Титулярный архиепископ Гарбы и коадъютор Браззавиля, с правом наследования, с 7 марта 1970 по 14 июня 1971 года. Архиепископ Браззавиля с 14 июня 1971 по 23 марта 1977 года. Кардинал-священник с титулом церкви Сан-Марко-ин-Агро-Лаурентино с 5 марта 1973 года.

## Ранние годы
Эмиль Бияенда родился в 1927 году, в Мпангале, Бельгийское Конго, из этнической группы Винза.

## Образование
Бияенда получил образование в нескольких учебных заведений среднего и высшего образования:
- Школа католической миссии в Киндамбе, 1937—1942 годы.
- Школа католической миссии в Бьонди, 1942—1944 годы.
- Малая семинария Святого Павла в Мбаму, 1944—1950 годы.
- Большая семинария в Браззавиле, 1950—1959 годы.
- Лионский университет во Франции, 1966—1969 годы.

За это время во Франции он получил лиценциат в области социологии и католического богословия.

## Церковная карьера
Бияенда был рукоположен во священника 26 октября 1958 года, а[17 мая 1970 года был посвящён в епископы кардиналом Серджо Пиньедоли. Он был известен своими радикальными общественными взглядами на протяжении всего своего пастырского служения. Это способствовало его похищению и убийству.
Его взгляды на гуманитарные вопросы были весьма критически настроены по отношению к правительству его страны. Это создавало напряженные отношения между церковью и государством. Он выступал против несправедливости со стороны государства и преследования. Он также участвовал в Епископском Синоде в 1971 году и направил пастырское письмо в Конго на тему развития и роли католиков в стране.
Папа Павел VI возвёл его в кардиналы-священники Сан-Марко-ин-Агро-Лаурентино на консистории 5 марта 1973 года. Возведение в кардиналы сделало его первым кардиналом из Конго.

## Убийство
Бияенда был похищен из своей резиденции рядом с собором Святейшего Сердца в Браззавиле днём 22 марта 1977 года и был убит в ночь на 23 марта 1977 года группой солдат. Реальная причина этого до сих пор не определена.

## Беатификационный процесс
Дело о канонизации было открыто по указанию Папы Иоанна Павла II Конгрегацией по канонизации святых 20 марта 1995 года. В результате открытия беатификационного процесса ему был присвоен посмертный титул Слуга Божий.
Епархиальный процесс беатификации покойного кардинала продолжался с 21 октября 1996 года и был завершен 14 июня 2003 года. Историческая комиссия была назначена к процессу и завершила свою работу в 2014 году. Позднее конгрегация утвердила епархиальный процесс 29 мая 2015 года. Следующим шагом для него будет объявление его Досточтимым с признанием его героических добродетелей.